# ليو هونغ
ليو هونغ (بالصينية: 刘虹) هي متسابقة مشي صينية في تخصص ال20 كلم ولدت في يوم 12 مايو 1987 في جيانغشي في الصين، فازت بالميدالية الذهبية في بطولة العالم لألعاب القوى 2015 في بكين، ليو هونغ هي حاملة الرقم القياسي العالمي في سباق ال20 كلم بعد حققت زمن 1:24:38 ساعة في سنة 2015.

## روابط خارجية
- ليو هونغ على موقع الاتحاد الدولي لألعاب القوى (الإنجليزية)
- ليو هونغ على موقع اللجنة الأولمبية الدولية (الإنجليزية)
- ليو هونغ على موقع أوليمبيديا (الإنجليزية)